# Astroblepus praeliorum
Astroblepus praeliorum är en fiskart som beskrevs av Allen 1942. Astroblepus praeliorum ingår i släktet Astroblepus och familjen Astroblepidae. Inga underarter finns listade.